# Działosza (województwo dolnośląskie)
Działosza (niem. Ottendorf) – wieś w Polsce położona w województwie dolnośląskim, w powiecie oleśnickim, w gminie Syców.

## Podział administracyjny
W latach 1975–1998 miejscowość administracyjnie należała do województwa kaliskiego.